# Epidemia (crime)
O crime de epidemia (previsto no Artigo 267 do Código Penal Brasileiro de 1940) consiste em causar epidemia, mediante a propagação de germes patogênicos.
Com o relatório final da CPI da COVID-19, foi atribuído o delito de epidemia com resultado morte em mais de vinte pessoas.